# Jacek Karnowski (Journalist)

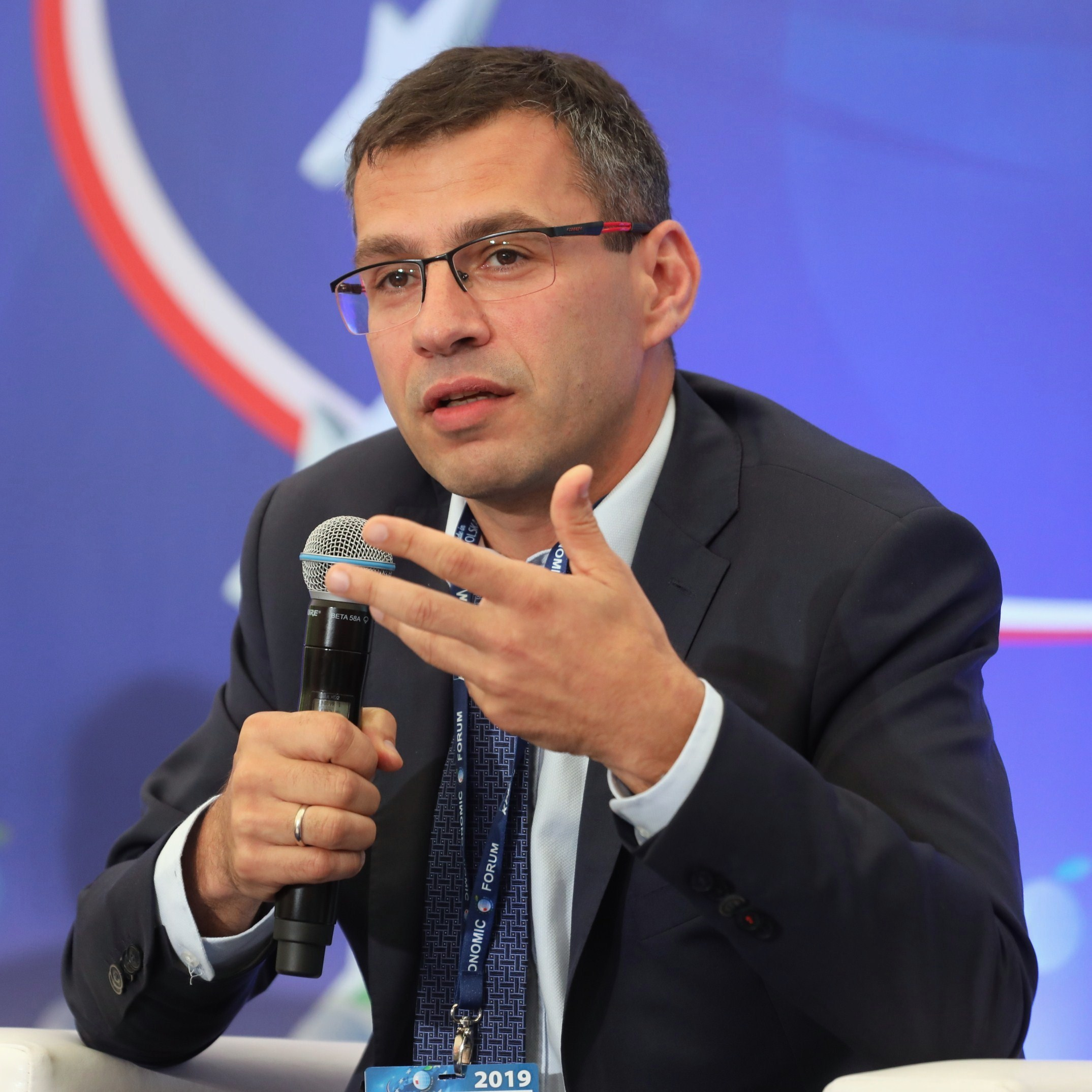
Jacek Karnowski, 2019

Jacek Karnowski (* 3. September 1976 in Koszalin, Polen) ist ein polnischer Journalist und Publizist.

## Leben
Karnowski wuchs in Olsztyn auf. Er studierte Soziologie unter Jadwiga Staniszkis an der Universität Warschau. Ab 1998 arbeitete er bei der polnischen Sektion des britischen Senders BBC in Warschau. Ab 2007 arbeitete er als Redakteur für die Hauptausgabe der Abendnachrichten Wiadomości beim Ersten Polnischen Rundfunk TVP1. Bald bekam er auch eigene Sendungen bei TVP1 und beim Polskie Radio sowie bei TV Puls. Er war Chefredakteur für die Hauptausgabe der Abendnachrichten Panorama beim Zweiten Polnischen Rundfunk TVP2 und ab 2009 bis 2023 der Wiadomości. 2010 gründete er die Internetplattform wPolityce.pl und war seit 2011 Redakteur bei Uważam Rze. Seit 2012 gibt er mit seinem Zwillingsbruder Michał Karnowski die Wochenzeitschrift Sieci heraus. Zudem leitet er seit 2012 die politische Sendung Salon dziennikarski, die im Wochenrhythmus zunächst bei Radio Warszawa, Telewizja Republika und TVP Info ausgestrahlt wurde und seit 2023 auf wPolsce24 zu sehen ist. Seine Ehefrau Justyna leitete von 2016 bis 2024 den Sender TVP ABC. Karnowski gilt wie sein Zwillingsbruder als PiS-treu.
Als Gegenspieler unter den nationalkonservativen Chefredakteuren in Polen wird Tomasz Sakiewicz angesehen.